# ليكسا (مغنية)
ليا كريستينا ليكسا أروخو (Léa Cristina Lexa Araújo) أو فقط ليكسا (Lexa) من مواليد 22 فبراير 1995.هي مغنية وكاتبة أغاني وراقصة برازيلية.

## روابط خارجية
- ليكسا على موقع IMDb (الإنجليزية)
- ليكسا على موقع ميوزك برينز (الإنجليزية)
- ليكسا على موقع أول ميوزيك (الإنجليزية)
- ليكسا على موقع ديسكوغز (الإنجليزية)